# Samba Adama
Samba Adama (* 12. November 1955) ist ein ehemaliger mauretanischer Ringer.

## Karriere
Samba Adama trat bei den Olympischen Sommerspielen 1988 im Halbschwergewicht des Freistilringens als auch im Halbschwergewicht des Griechisch-römischen Stils an. Beide Male verlor er seine ersten beiden Kämpfe und schied somit vorzeitig aus.